# اسموک بی، استرالیای جنوبی
اسموک بی (به انگلیسی: Smoky Bay) یک شهرک در استرالیا است که در استرالیای جنوبی واقع شده‌است.